# Platißbach
Der Platißbach ist ein etwa sieben Kilometer langer, südlicher und rechter Nebenfluss der Olef im Gebiet der Gemeinde Hellenthal.

## Geographie

### Verlauf
Der Platißbach entspringt im Naturpark Hohes Venn-Eifel in der Nordeifel, naturräumlich auf der Hollerather Hochfläche. Die Quelle liegt etwa 2,5 Kilometer nordwestlich der Ortschaft Hollerath und ein Kilometer nördlich der belgischen Grenze auf etwa 605 m Höhe.
Der Platißbach fließt zunächst in nördliche Richtung. Nach etwa einem Kilometer nimmt er von links ein unbenanntes Gewässer auf und ändert seine Fließrichtung nach Osten. Mit Erreichen der Bundesstraße 265 ändert er erneut seine Richtung und fließt nunmehr parallel zur Straße in nordwestliche Richtung bis zu seiner Mündung. Auf seinem Weg durchfließt er das Naturschutzgebiet Platißbachtal.
Der Platißbach nimmt von beiden Seiten weitere Zuflüsse auf, bei Platiß, der einzigen Ortschaft, die er passiert, auf etwa 422 m seinen Hauptzufluss, den Prether Bach. In Hellenthal mündet er auf etwa 403 m in den dort von Westen kommenden Urft-Zufluss Olef.

### Einzugsgebiet und Zuflüsse
Das Einzugsgebiet des Platißbachs ist 38,6 km² groß und entwässert über Olef, Urft, Rur, Maas und Hollands Diep in die Nordsee.
| Stat. in km | Name         | GKZ        | Lage   | Länge in km | EZG in km² |
| ----------- | ------------ | ---------- | ------ | ----------- | ---------- |
| 005,40      | Kaisersiefen | 282284-112 | rechts | 000,5000    |            |
| 004,60      | Eschsiefen   | 282284-12  | rechts | 002,4000    |            |
| 004,10      | Langersiefen | 282284-14  | rechts | 002,1000    |            |
| 003,80      | Kammersiefen | 282284-16  | links0 | 001,1000    |            |
| 003,50      | Mehlensiefen | 28228418   | links0 | 001,0000    |            |
| 002,10      | Prether Bach | 282284-2   | rechts | 010,2000    | 0024,8930  |
| 001,10      | Drees Bach   | 282284-94  | rechts | 001,6000    |            |
| 000,50      | Speissiefen  | 282284-96  | links0 | 001,2000    |            |

Anmerkungen zur Tabelle
1. ↑  Gewässerkennzahl, in Deutschland die amtliche Fließgewässerkennziffer mit zur besseren Lesbarkeit eingefügtem Trenner hinter dem Präfix, das einheitlich für den allen gemeinsamen Vorfluter Platißbach steht.